# Lissy Tempelhof
Lissy Tempelhof (Berlin, 1929. április 17. – Berlin, 2017. október 10.) német színésznő.

## Filmjei

### Mozifilmek
- A kulmi ökör (Der Ochse von Kulm) (1955)
- A zalameai bíró (Der Richter von Zalamea) (1956)
- Mindig veled (Wo Du hin gehst...) (1957)
- Emilia Galotti (1958)
- Mamlock professzor (Professor Mamlock) (1961)
- Freispruch mangels Beweises (1962)
- Rüpel (1963)
- Der geteilte Himmel (1964, hang)
- Tiefe Furchen (1965)
- A legjobb évek (Die besten Jahre) (1965)
- Fräulein Schmetterling (1966)
- Ködös éjszaka (Nebelnacht) (1969)
- Egy nyomozás sorompói (Leichensache Zernik) (1972)
- Bredow lovag nadrágja (Die Hosen des Ritters Bredow) (1973)
- Vonzások és választások (Die Wahlverwandtschaften) (1974, hang)
- Lányaim (Alle meine Mädchen) (1980)
- Ha a Föld nem lenne gömbölyű (Wäre die Erde nicht rund...) (1981)
- Megjelenés kötelező (Erscheinen Pflicht) (1984)
- Die Sprungdeckeluhr (1990)
- Fülenincs nyúl (Keinohrhasen) (2007)
- Melusine (2014, rövidfilm)
- Quatsch und die Nasenbärbande (2014)

### Tévéfilmek
- Lysistrata (1955)
- Mirandolina (1959)
- Melodie in A-Moll (1961)
- Meine Mutter ist Lucy Lane (1962)
- Der Mann des Tages (1963)
- Volpone (1964)
- Sommer in Heidkau (1964)
- Ein Wort zur rechten Zeit (1965)
- Irrlicht und Feuer (1966)
- Columbus 64 (1966)
- Gib acht auf Susi! (1968)
- Sehnsucht nach Sabine (1969)
- Träume (1969)
- Sankt Urban (1969)
- Staub und Rosen (1969)
- Effi Briest (1970)
- Plautus im Nonnenkloster (1970)
- Bettina von Arnim (1972)
- Zwischen vierzig und fünfzig (1974)
- Egmont (1974)
- Broddi (1975)
- Einige Tage ohne Krieg (1975)
- Heimkehr in ein fremdes Land (1976)
- Die Selbstmörderin Agnes Wabnitz (1977)
- Die Letzten (1977)
- Vier Tropfen (1978)
- Die Kündigung (1983)
- Es steht der Wald so schweigend (1985)
- Der kleine Herr Friedemann (1990)
- Tödliches Schweigen (1996)
- Das Schloß meines Vaters (1999)
- Ich schenk dir meinen Mann 2 (2001)
- Szeretet nélkül (Jenseits der Liebe) (2001)
- A borostyánhalász (Der Bernsteinfischer) (2005)
- Lotta & die alten Eisen (2010)
- Idiotentest (2012)
- Die Kronzeugin – Mord in den Bergen (2013)
- Herzdamen an der Elbe (2013)

### Tévésorozatok
- Krupp und Krause (1969, két epizódban)
- Eva und Adam (1973, egy epizódban)
- A rendőrség száma 110 (Polizeiruf 110) (1976–1985, öt epizódban)
- Rächer, Retter und Rapiere (1982, öt epizódban)
- Ohne Schein läuft nichts (1994)
- Ärzte (1996, 1998, két epizódban)
- Für alle Fälle Stefanie (1997–2001, nyolc epizódban)
- Viharos idők (Sturmzeit) (1999, három epizódban)
- A vidéki doktor (Der Landarzt) (1999, 2001, négy epizódban)
- In aller Freundschaft (2004, egy epizódban)
- Tetthely (Tatort) (2007, egy epizódban)
- Robbie, a fóka (Hallo Robbie!) (2007, egy epizódban)
- SOKO Köln (2009, egy epizódban)
- Charly – Majom a családban (Unser Charly) (2009, egy epizódban)
- Die letzte Spur (2012–2013, két epizódban)